# Distretto di Paucas
Il distretto di Paucas è un distretto del Perù nella provincia di Huari (regione di Ancash) con 2.048 abitanti al censimento 2007 dei quali 1.607 urbani e 441 rurali.
È stato istituito il 10 maggio 1955.